# Loch Lomond, Nova Scotia
Loch Lomond är en sjö i Kanada.   Den ligger i provinsen Nova Scotia, i den östra delen av landet, 1 200 km öster om huvudstaden Ottawa. Loch Lomond ligger 41 meter över havet. Arean är 11,1 kvadratkilometer. Den sträcker sig 6,7 kilometer i nord-sydlig riktning, och 4,6 kilometer i öst-västlig riktning.
I omgivningarna runt Loch Lomond växer i huvudsak blandskog. Runt Loch Lomond är det mycket glesbefolkat, med 2 invånare per kvadratkilometer.